# Африканський чагарниковий вуж Батерсбі
Африканський чагарниковий вуж Батерсбі (Philothamnus battersbyi) — неотруйна змія з роду африканські чагарникові вужі родини вужеві. Інша назва «зелена змія батерсбі».

## Опис
Загальна довжина сягає 90 см. Тулуб тонкий та стрункий. Голова слабко відокремлена від тулуба, очі великі із золотаво-коричневої райдужкой та круглою зіницею. Забарвлення повністю смарагдово-зелене або досить блякле сіро-зелене. Присутні блакитнуваті або білі плями на нижньому краю кожної лусочки, особливо коли змія роздмухує тулуб, приймаючи захисну позу. Черевні щитки зеленувато-жовтого кольору.

## Спосіб життя
Полюбляє зволожені ділянках савани, рідколісся, чагарникові зарості, часто поблизу річок, озер, каналів. Веде деревний спосіб життя. Активний вдень. Харчується жабами та ящірками.
Це яйцекладна змія.

## Розповсюдження
Мешкає у східній Африки від Ефіопії й Сомалі до Танзанії.